# Seznam ultraprominentních vrcholů v Africe
Toto je seznam ultraprominentních vrcholů v Africe. Ultraprominentní vrchol je vrchol s topografickou prominencí nad 1500 m.
| #  | Vrchol                 | Země                     | Výška  | Promi nence | Klíč. sedlo | Oblast                       |
| -- | ---------------------- | ------------------------ | ------ | ----------- | ----------- | ---------------------------- |
| 1  | Kilimandžáro           | Tanzanie                 | 5895 m | 5885 m      | 0010 m      | Okolí Východoafrického riftu |
| 2  | Ras Dašen              | Etiopie                  | 4533 m | 3980 m      | 0553 m      | Etiopská vysočina            |
| 3  | Mount Stanley          | Dem.r.Kongo/ Uganda      | 5109 m | 3951 m      | 1158 m      | Okolí Albertinského riftu    |
| 4  | Kamerunská hora        | Kamerun                  | 4070 m | 3931 m      | 0139 m      | Kamerunská linie             |
| 5  | Mount Kenya            | Keňa                     | 5199 m | 3825 m      | 1374 m      | Okolí Východoafrického riftu |
| 6  | Džabal Tubkal          | Maroko                   | 4167 m | 3755 m      | 0412 m      | Atlas                        |
| 7  | Pico del Teide         | Španělsko (Kanáry)       | 3715 m | 3715 m      | 0000 m      | Ostrovy Atlantiku            |
| 8  | Karisimbi              | Rwanda                   | 4507 m | 3312 m      | 1195 m      | Okolí Albertinského riftu    |
| 9  | Mount Meru             | Tanzanie                 | 4565 m | 3170 m      | 1395 m      | Okolí Východoafrického riftu |
| 10 | Piton des Neiges       | Francie (Réunion)        | 3069 m | 3069 m      | 0000 m      | Madagaskar a okolní ostrovy  |
| 11 | Pico Basilé            | Rovníková Guinea (Bioko) | 3011 m | 3011 m      | 0000 m      | Kamerunská linie             |
| 12 | Emi Koussi             | Čad                      | 3445 m | 2934 m      | 0511 m      | Saharská pohoří              |
| 13 | Maromokotro            | Madagaskar               | 2876 m | 2876 m      | 0000 m      | Madagaskar a okolní ostrovy  |
| 14 | Pico do Fogo           | Kapverdy (Fogo)          | 2829 m | 2829 m      | 0 m         | Kapverdy                     |
| 15 | Tullu Dimtu            | Etiopie                  | 4400 m | 2527 m      | 1873 m      | Etiopská vysočina            |
| 16 | Deriba                 | Súdán                    | 3042 m | 2512 m      | 0530 m      | Saharská pohoří              |
| 17 | Oku                    | Kamerun                  | 3011 m | 2491 m      | 0520 m      | Kamerunská linie             |
| 18 | Mount Elgon            | Uganda                   | 4321 m | 2458 m      | 1863 m      | Okolí Východoafrického riftu |
| 19 | Roque de los Muchachos | Španělsko (Kanáry)       | 2423 m | 2423 m      | 0000 m      | Ostrovy Atlantiku            |
| 20 | Hora svaté Kateřiny    | Egypt                    | 2629 m | 2404 m      | 0225 m      | Egypt                        |
| 21 | Thabana Ntlenyana      | Lesotho                  | 3482 m | 2390 m      | 1092 m      | Jihoafrické plató            |
| 22 | Karthala               | Komory (Ngazidja)        | 2361 m | 2361 m      | 0000 m      | Madagaskar a okolní ostrovy  |
| 23 | Tahat                  | Alžírsko                 | 2908 m | 2328 m      | 0580 m      | Saharská pohoří              |
| 24 | Mulanje Massif         | Malawi                   | 3002 m | 2319 m      | 0683 m      | Okolí Východoafrického riftu |
| 25 | Ch'ok'e                | Etiopie                  | 4100 m | 2225 m      | 1875 m      | Etiopská vysočina            |
| 26 | Argun                  | Etiopie                  | 3418 m | 2208 m      | 1210 m      | Etiopská vysočina            |
| 27 | Kimhandu               | Tanzanie                 | 2653 m | 2121 m      | 0532 m      | Okolí Východoafrického riftu |
| 28 | Kinyeti                | Jižní Súdán              | 3187 m | 2120 m      | 1067 m      | Okolí Albertinského riftu    |
| 29 | Mount Satima           | Keňa                     | 4001 m | 2081 m      | 1920 m      | Okolí Východoafrického riftu |
| 30 | Amba Farit             | Etiopie                  | 4270 m | 2061 m      | 2209 m      | Etiopská vysočina            |
| 31 | Mount Hanang           | Tanzanie                 | 3420 m | 2050 m      | 1370 m      | Okolí Východoafrického riftu |
| 32 | Loolmalassin           | Tanzanie                 | 3682 m | 2040 m      | 1642 m      | Okolí Východoafrického riftu |
| 33 | Pico de São Tomé       | Svatý Tomáš              | 2024 m | 2024 m      | 0000 m      | Kamerunská linie             |
| 34 | Guge                   | Etiopie                  | 3568 m | 2013 m      | 1555 m      | Etiopská vysočina            |
| 35 | Topo da Coroa          | Kapverdy (Santo Antão)   | 1979 m | 1979 m      | 0 m         | Kapverdy                     |
| 36 | Pico de las Nieves     | Španělsko (Kanáry)       | 1949 m | 1949 m      | 0000 m      | Ostrovy Atlantiku            |
| 37 | Gelai                  | Tanzanie                 | 2948 m | 1930 m      | 1018 m      | Okolí Východoafrického riftu |
| 38 | Ramlo                  | Eritrea                  | 2248 m | 1920 m      | 0328 m      | Etiopská vysočina            |
| 39 | Mount Abuna Yosef      | Etiopie                  | 4260 m | 1909 m      | 2351 m      | Etiopská vysočina            |
| 40 | M'Goun                 | Maroko                   | 4071 m | 1904 m      | 2167 m      | Atlas                        |
| 41 | Koudiet Tirbirhine     | Maroko                   | 2456 m | 1901 m      | 0555 m      | Atlas                        |
| 42 | Pic Boby               | Madagaskar               | 2658 m | 1875 m      | 0783 m      | Madagaskar a okolní ostrovy  |
| 43 | Pico Ruivo             | Portugalsko (Madeira)    | 1861 m | 1861 m      | 0000 m      | Ostrovy Atlantiku            |
| 44 | Mai Gudo               | Etiopie                  | 3359 m | 1859 m      | 1770 m      | Etiopská vysočina            |
| 45 | Mount Moroto           | Uganda                   | 3083 m | 1818 m      | 1265 m      | Okolí Východoafrického riftu |
| 46 | Königstein             | Namibie                  | 2606 m | 1802 m      | 0804 m      | Jihoafrické plató            |
| 47 | Šajb al-Banat          | Egypt                    | 2187 m | 1787 m      | 0440 m      | Egypt                        |
| 48 | Kitumbeine Hill        | Tanzanie                 | 2858 m | 1770 m      | 1088 m      | Okolí Východoafrického riftu |
| 49 | Chepunyal Hills        | Keňa                     | 3334 m | 1759 m      | 1575 m      | Okolí Východoafrického riftu |
| 50 | Mount Namuli           | Mosambik                 | 2419 m | 1757 m      | 0662 m      | Okolí Východoafrického riftu |
| 51 | Shengena               | Tanzanie                 | 2464 m | 1750 m      | 0714 m      | Okolí Východoafrického riftu |
| 52 | Tulu Welel             | Etiopie                  | 3301 m | 1742 m      | 1559 m      | Etiopská vysočina            |
| 53 | Emogadong              | Jižní Súdán              | 2623 m | 1730 m      | 0893 m      | Okolí Albertinského riftu    |
| 54 | Sungwi                 | Tanzanie                 | 2300 m | 1730 m      | 0570 m      | Okolí Východoafrického riftu |
| 55 | Du Toits Peak          | Jižní Afrika             | 1995 m | 1730 m      | 0265 m      | Jihoafrické plató            |
| 56 | Lalla Khedidja         | Alžírsko                 | 2308 m | 1720 m      | 0588 m      | Atlas                        |
| 57 | Mount Kadam            | Uganda                   | 3063 m | 1690 m      | 1373 m      | Okolí Východoafrického riftu |
| 58 | Mount Smith            | Etiopie                  | 2560 m | 1690 m      | 0870 m      | Etiopská vysočina            |
| 59 | Mtorwi                 | Tanzanie                 | 2980 m | 1688 m      | 1292 m      | Okolí Východoafrického riftu |
| 60 | Bintumani              | Sierra Leone             | 1945 m | 1665 m      | 0280 m      | Západní Afrika               |
| 61 | Tsiafajavona           | Madagaskar               | 2643 m | 1663 m      | 0980 m      | Madagaskar a okolní ostrovy  |
| 62 | Adrar Bou Nasser       | Maroko                   | 3340 m | 1642 m      | 1698 m      | Atlas                        |
| 63 | Aggio                  | Etiopie                  | 3358 m | 1630 m      | 1728 m      | Etiopská vysočina            |
| 64 | Djebel Chélia          | Alžírsko                 | 2328 m | 1612 m      | 0716 m      | Atlas                        |
| 65 | Argun North            | Etiopie                  | 3405 m | 1610 m      | 1795 m      | Etiopská vysočina            |
| 66 | Tama                   | Angola                   | 2489 m | 1610 m      | 0879 m      | Jihoafrické plató            |
| 67 | Jebel Igdet            | Maroko                   | 3615 m | 1609 m      | 2006 m      | Atlas                        |
| 68 | Moussa Ali             | Džibutsko/ Eritrea       | 2021 m | 1607 m      | 0414 m      | Etiopská vysočina            |
| 69 | Bada                   | Etiopie                  | 4195 m | 1605 m      | 2590 m      | Etiopská vysočina            |
| 70 | Kabobo                 | Dem. republika Kongo     | 2725 m | 1604 m      | 1121 m      | Okolí Albertinského riftu    |
| 71 | Belaya                 | Etiopie                  | 2731 m | 1601 m      | 1130 m      | Etiopská vysočina            |
| 72 | Karkoor                | Somálsko                 | 2120 m | 1598 m      | 0522 m      | Etiopská vysočina            |
| 73 | Ntingui                | Komory (Anjouan)         | 1595 m | 1595 m      | 0000 m      | Madagaskar a okolní ostrovy  |
| 74 | Tarso Toussidé         | Čad                      | 3315 m | 1593 m      | 1722 m      | Saharská pohoří              |
| 75 | Mont Mohi              | Dem. republika Kongo     | 3480 m | 1592 m      | 1888 m      | Okolí Albertinského riftu    |
| 76 | Wuhevi                 | Dem. republika Kongo     | 3095 m | 1570 m      | 1525 m      | Okolí Albertinského riftu    |
| 77 | Dubbai                 | Etiopie                  | 3950 m | 1550 m      | 2400 m      | Etiopská vysočina            |
| 78 | Seweweekspoortpiek     | Jižní Afrika             | 2325 m | 1543 m      | 0782 m      | Jihoafrické plató            |
| 79 | Mount Kulal            | Keňa                     | 2285 m | 1542 m      | 0743 m      | Okolí Východoafrického riftu |
| 80 | Gran Caldera de Luba   | Rovníková Guinea (Bioko) | 2261 m | 1539 m      | 0722 m      | Kamerunská linie             |
| 81 | Muhabura               | Rwanda/ Uganda           | 4127 m | 1530 m      | 2597 m      | Okolí Albertinského riftu    |
| 82 | Karenga                | Tanzanie                 | 2279 m | 1529 m      | 0750 m      | Okolí Východoafrického riftu |
| 83 | Nyangani               | Zimbabwe                 | 2592 m | 1515 m      | 1077 m      | Jihoafrické plató            |
| 84 | Guna Terara            | Etiopie                  | 4120 m | 1510 m      | 2610 m      | Etiopská vysočina            |
| 85 | Delo                   | Etiopie                  | 3240 m | 1510 m      | 1730 m      | Etiopská vysočina            |
| 86 | Morro do Moco          | Angola                   | 2620 m | 1510 m      | 1110 m      | Jihoafrické plató            |
| 87 | Gara Muleta            | Etiopie                  | 3405 m | 1502 m      | 1903 m      | Etiopská vysočina            |
| 88 | Mount Ng'iro           | Keňa                     | 2848 m | 1501 m      | 1347 m      | Okolí Východoafrického riftu |
| 89 | Pico Malpaso           | Španělsko (Kanáry)       | 1501 m | 1501 m      | 0000 m      | Ostrovy Atlantiku            |